# Montanoa ovalifolia
Montanoa ovalifolia es una especie de arbusto de la familia Asteraceae. Es nativa de América del Sur.

## Taxonomía
Montanoa ovalifolia fue descrita por Delessert ex A. P. de Candolle bajo el nombre de Montagnaea ovalifolia en Prodromus Systematis Naturalis Regni Vegetabilis 5: 565. 1836. Posteriormente Karl Koch la publicó bajo el nombre de Montanea ovalifolia en Wochenschrift des Vereines zur Befördung des Gärtenbaues in den Königl. Preussischen Staaten für Gärtnerei und Pflanzenkunde 7: 407. 1864.
Etimología

Montanoa: hace alusión al hábitat donde se encuentran comúnmente las especies de este género, las montañas.
ovalifolia: en referencia a la forma de óvalo que poseen las hojas de esta especie.

## Descripción
Arbustas de hasta 2 m de altura. Ramas teretes. Hojas variables; peciolos con o sin alas parciales y aurículas, pubescentes y glandulares; lámina ovada, triangular o pentagonal, ápice agudo o acuminado, margen serrada o dentada, con 0-3 lóbulos, haz moderadamente pubescente, envés pubescente y glandular. Sinflorescencia cimosa en corimbos compuestos; pedúnculo densamente glandular y pubescente. Capítulos erectos; con 4-9 filarias en 1-2 series, ovado-lanceoladas, ápice agudo a acuminado, margen ciliado y entero, haz glandular y pubescente. 8-15 flores liguladas, corola blanca; lígula ovado-lanceolada, ápice agudo o 2-mellado, haz glabro, envés escasamente glandular y pubescente. 50-135 flósculos, corolas amarillas, tubo glabro a moderadamente glandular y pubescente, garganta cilíndrica; con 5 lóbulos de ápice agudo, escasamente pubescentes; anteras no completamente excertas de la corola, tecas cafés, páleas obtrulladas a obdeltoides, amarillo claro, margen ciliada.

## Subespecies
Han sido reconocidas dos subespecies, las cuales son:
- Montanoa ovalifolia australis V. A. Funk
- Montanoa ovalifolia ovalifolia

## Distribución
Se distribuye en los siguientes países: Ecuador, Colombia y Perú. Desde los 1900 hasta 3200 m.s.n.m. La distribución de las subespecies es:
- subsp. australis: Ecuador y Perú
- subsp. ovalifolia: Colombia